# Ga-Modjadji
Ga-Modjadji este un oraș din provincia Limpopo, Africa de Sud.